# Pródico de Ceos
Pródico de Ceos (gr. Πρόδικος Κεῖος Pródikos Keíos; h. 465-h. 395 a. C.) nacido en el poblado de Yulis, en la isla egea de Ceos (una de las Cícladas, en el mar Egeo), fue un filósofo griego, que formó parte de la primera generación de sofistas. Fue contemporáneo a Sócrates, por lo que pertenece por tanto a los llamados filósofos presocráticos.
Su enseñanza consistía en gramática y retórica.

## Biografía
Más joven que Protágoras y pocos años menor que Sócrates (c. 470- c. 399 a. C.), murió algo después que éste (las fechas estimadas para su muerte oscilan entre 415 y 399). Viajó a Atenas como embajador de Ceos, siendo el más competente de sus conciudadanos para ello pese a su sordera y su voz de bajo este murió sin dejar rastro de sus escritura u objetos

## Obra y enseñanza
No nos ha llegado ninguna obra completa de Pródico, y todo lo que conocemos es a través de citas y, especialmente, referencias en autores contemporáneos  o posteriores. Las referencias a su obra y sus escasísimos fragmentos están editados en Diels, Hermann y Walther Kranz 1960-1961 (6.ª ed.) Die Fragmente der Vorsokratiker, n.º 84.

### Lenguaje
Al parecer una buena parte de la investigación de Pródico se refiere al correcto uso del lenguaje, tal como se evidencia en varios diálogos de Platón. Puso especial énfasis en la distinción entre los diversos sentidos de una misma palabra. En los Diálogos platónicos Sócrates aparece varias veces como compañero de Pródico, a cuyas lecciones habría asistido con frecuencia.

### Astronomía
Aristófanes, en su obra de teatro Las nubes, lo considera un experto en astronomía, y en la obra Las aves afirma que compuso una Cosmogonía. 

### Ética y religión
Según Sexto Empírico (Mat. 9, 18), Pródico enseñaba que:
Los antiguos consideraron como dioses el Sol, la Luna, los ríos, las fuentes y en general todas aquellas cosas que son útiles para nuestra vida, en la medida en que la ayudan, igual que los egipcios deificaban al río Nilo, y, añade que por esta razón el pan fue llamado Deméter, el agua Poseidón, el fuego Hefesto, y así sucesivamente cada cosa que era útil.
Por tanto, da una imagen de los dioses como encarnación de lo útil.
Con ello estableció la base para una teoría naturalista de la religión y de la interpretación de los mitos según el evemerismo; también afirmaba que el alma humana es el resultado de la organización. Tanto él como Diágoras de Melos y algunos otros fueron considerados ateos.
Se le atribuye la fábula de Heracles en la encrucijada, donde relata la dificultad de elección entre dos modos posibles de vida, personificados en dos mujeres que se le acercan: la Virtud y el Vicio. La primera ofrece una vida austera, esforzada y sencilla. La segunda una agradable existencia dedicada al ocio y los placeres. Pródico elegirá la virtud, ya que el vicio proporciona un placer que no puede serlo realmente, ya que da comida antes de tener hambre y agua antes de tener sed.
Se le conocen varios textos: Sobre la naturaleza, Sobre la naturaleza del hombre, Cosmogonía y Las estaciones" (Ὧραι).

## Personaje literario
Pródico es también el protagonista de la novela histórica y policíaca de Ignacio García-Valiño Las dos muertes de Sócrates, donde se encarga de investigar el misterio de la muerte del famoso filósofo.